# Newbuild
Newbuild è il primo album in studio del gruppo di musica elettronica britannico 808 State, pubblicato nel 1988.

## Tracce
1. Sync/Swim – 6:20
2. Flow Coma – 6:01
3. Dr. Lowfruit [4 A.M. Mix] – 7:36
4. Headhunters – 5:02
5. Narcossa – 5:17
6. E Talk – 4:01
7. Compulsion – 5:22